# Kościół katolicki a zapłodnienie in vitro
Kościół katolicki zdecydowanie odrzuca zapłodnienie in vitro jako metodę wspomaganego rozrodu. Oficjalne dokumenty nauczania Kościoła podkreślają, że poczęcie dziecka powinno dokonywać się poprzez pełny, osobowy akt miłości małżonków, a nie w oderwaniu od aktu seksualnego i że techniczne metody zapłodnienia, które traktują poczęcie jako czysto biologiczny proces, naruszają godność osoby poczętej i sprowadzają człowieka do „poziomu przedmiotu technologii naukowej. Według Kościoła katolickiego życie ludzkie od chwili poczęcia jest święte i podmiotem prawa, co stałoby w sprzeczności z tym, że metody in vitro wiążą się zwykle z zabijaniem nadliczbowych embrionów. Liczba zarodków wytwarzanych w procedurze in vitro jest często większa niż liczba dzieci, które zostaną wszczepione, a tzw. „embriony nadliczbowe” bywają niszczone lub wykorzystywane do badań naukowych.

## Katechizm Kościoła Katolickiego
W Katechizmie Kościoła Katolickiego czytamy:

2376. Techniki, które powodują oddzielenie rodzicielstwa wskutek interwencji osoby spoza małżeństwa (oddawanie spermy lub jaja, macierzyństwo zastępcze), są głęboko niegodziwe. Techniki te (sztuczna inseminacja i sztuczne zapłodnienie heterologiczne) naruszają prawo dziecka do urodzenia się z ojca i matki, których zna i którzy połączeni są węzłem małżeńskim. Techniki te pozostają w sprzeczności z wyłącznym prawem małżonków do "stania się ojcem i matką wyłącznie dzięki sobie"
2377. Techniki te praktykowane w ramach małżeństwa (sztuczna inseminacja i sztuczne zapłodnienie homologiczne) są być może mniej szkodliwe, jednakże pozostają one moralnie niedopuszczalne. Powodują oddzielenie aktu płciowego od aktu prokreacyjnego. Akt zapoczątkowujący istnienie dziecka przestaje być aktem, w którym dwie osoby oddają się sobie nawzajem. "Oddaje (on) życie i tożsamość embrionów w ręce lekarzy i biologów, wprowadza panowanie techniki nad pochodzeniem i przeznaczeniem osoby ludzkiej. Tego rodzaju panowanie samo w sobie sprzeciwia się godności i równości, które winny być uznawane zarówno w rodzicach, jak i w dzieciach"  "przekazywanie życia jest jednak pozbawione z moralnego punktu widzenia właściwej sobie doskonałości, jeśli nie jest chciane jako owoc aktu małżeńskiego, to jest specyficznego aktu zjednoczenia małżonków... Tylko poszanowanie związku, który istnieje między znaczeniami aktu małżeńskiego, i szacunek dla jedności istoty ludzkiej umożliwia rodzicielstwo zgodne z godnością osoby ludzkiej"

## Abp. Henryk Hoser
Abp. Henryk Hoser określił ustawę z dnia 25 czerwca 2015 roku o leczeniu niepłodności jako "absolutną klęskę etyki w medycynie" i "tykającą bombę, która wpłynie nie tylko na instrumentalizację ludzkiego życia, ale także na trudną do przewidzenia zmianę ludzkiego genomu". Zdaniem duchownego należy przede wszystkim zapobiegać niepłodności, a już w przypadku jej wystąpienia wykorzystywać inne dostępne i znacznie mniej inwazyjne ścieżki, które nie godzą w prawo każdego człowieka do istnienia.

## Papież Franciszek
Papież Franciszek, zdecydowany obrońca katolickiego nauczania w zakresie bioetyki, in vitro określił jako „produkcję dzieci” i ostrzegł przed igraniem życiem, które jest grzechem ciężkim przeciw Bogu-Stwórcy i wynaturzeniem przeciwko naturalnemu prawu świata.